# Lealman
Lealman statisztikai település az Amerikai Egyesült Államok Florida államában Pinellas megyében. Lakosainak száma 21 189 fő (2020. április 1.).

## Népesség
A település népességének változása:

| 2010 | 19 879 |
| 2020 | 21 189 |